# Angelo Amato
Angelo Amato SDB (Molfetta, 8 juni 1938 – Rome, 31 december 2024) was een Italiaans geestelijke en een kardinaal van de Rooms-Katholieke Kerk, werkzaam bij de Romeinse Curie.
Amato trad toe tot de orde der Salesianen, waar hij op 22 december 1967 priester werd gewijd. Hij studeerde vervolgens aan de Pauselijke Salesiaanse Universiteit, waar hij in 1974 promoveerde. Hij was vervolgens hoogleraar dogmatiek aan deze universiteit.
Op 19 december 2002 trad Amato in dienst van de Romeinse Curie. Hij werd benoemd tot secretaris van de Congregatie voor de Geloofsleer, en tevens tot titulair aartsbisschop van Sila; zijn bisschopswijding vond plaats op 6 januari 2003. Bij deze congregatie werkte hij onder Joseph Ratzinger, de latere paus Benedictus XVI, en William Levada. 
Op 9 juli 2008 werd Amato benoemd tot prefect van de Congregatie voor de Heilig- en Zaligsprekingsprocessen. Hij was de opvolger van José Saraiva Martins, die met emeritaat was gegaan.
Amato werd tijdens het consistorie van 20 november 2010 kardinaal gecreëerd. Hij kreeg de rang van kardinaal-diaken. Zijn titeldiakonie werd de Santa Maria in Aquiro. Hij nam deel aan het conclaaf van 2013.
Amato ging op 31 augustus 2018 met emeritaat.
Op 3 mei 2021 werd Amato bevorderd tot kardinaal-priester. Zijn titeldiakonie werd tevens zijn titelkerk pro hac vice.
Amato overleed op 31 december 2024 op 86-jarige leeftijd.
- Biblioteca Nacional de España: XX1167791
- Bibliothèque nationale de France: cb129263778 (data)
- Gemeinsame Normdatei: 133817903
- International Standard Name Identifier: 0000 0000 0401 0856
- Library of Congress Control Number: n78028863
- Nationale Bibliotheek van Tsjechië: xx0218538
- Nationale en Universitaire bibliotheek Zagreb: 000314611
- Nederlandse Thesaurus van Auteursnamen: 067516009
- Réseau des bibliothèques de Suisse occidentale: 02-A002923295
- Istituto Centrale per il Catalogo Unico: TO0V260245
- Système universitaire de documentation: 056793456
- Virtual International Authority File: 64413594
- WorldCat: E39PBJkp6W8RB3dqYgjfXMJv73